# Háček (diakritika)
Háček (ˇ, též karon) je diakritické znaménko, které se kromě češtiny používá také ve slovenštině (mäkčeň), slovinštině (strešica), chorvatštině a srbštině (kvaka nebo kvačica), litevštině, lotyštině a v některých ugrofinských jazycích, například estonštině (katus) a finštině (hattu). Své uplatnění má také v siouxštině.
U českých a slovenských písmen ď, ť, ľ a Ľ má háček odlišný tvar, nazývá se klička a vypadá podobně jako apostrof.

## Význam
V češtině se háčkem označuje změkčení (palatalizace) písmene, např. sídlo [si:dlo]IPA → šídlo [ʃi:dlo]IPA.

## Původ
Háček se vyvinul z tečky, kterou jako novotu pro nahrazení spřežkového psaní palatalizovaných souhlásek psaných "sz", "cz", "rz", "zz" zavedl reformátor Jan Hus jako tzv. punctus rotundus (mylně překládáno jako krátké nabodeníčko), postupně se ale pro rozlišení od čárky (gracilis virgula – nesprávně dlouhé nabodeníčko) začala psát jako vodorovná čárka a háček, který se ustálil.
Z češtiny jej pak převzaly ostatní výše uvedené národy. Polština oproti tomu převzala původní podobu tečky, a to jen jako "ż" (hláska podobná tvrdšímu českému ž), a háček nepřijala.

## Unicode
Samotný znak háček má v Unicode kód U+02C7, v kombinující verzi U+030C (U+032C je pak kombinující háček pod písmenem).
| Základní znak | Velké | Unicode | Malé | Unicode |
| ------------- | ----- | ------- | ---- | ------- |
| A             | Ǎ     | U+01CD  | ǎ    | U+01CE  |
| C             | Č     | U+010C  | č    | U+010D  |
| D             | Ď     | U+010E  | ď    | U+010F  |
| Ǳ             | Ǆ     | U+01C4  | ǆ    | U+01C6  |
| ǲ             | ǅ     | U+01C5  | ǆ    | U+01C6  |
| E             | Ě     | U+011A  | ě    | U+011B  |
| G             | Ǧ     | U+01E6  | ǧ    | U+01E7  |
| H             | Ȟ     | U+021E  | ȟ    | U+021F  |
| I             | Ǐ     | U+01CF  | ǐ    | U+01D0  |
| J             | —     | —       | ǰ    | U+01F0  |
| K             | Ǩ     | U+01E8  | ǩ    | U+01E9  |
| L             | Ľ     | U+013D  | ľ    | U+013E  |
| N             | Ň     | U+0147  | ň    | U+0148  |
| O             | Ǒ     | U+01D1  | ǒ    | U+01D2  |
| R             | Ř     | U+0158  | ř    | U+0159  |
| S             | Š     | U+0160  | š    | U+0161  |
| Ṡ             | Ṧ     | U+1E66  | ṧ    | U+1E67  |
| T             | Ť     | U+0164  | ť    | U+0165  |
| U             | Ǔ     | U+01D3  | ǔ    | U+01D4  |
| Ü             | Ǚ     | U+01D9  | ǚ    | U+01DA  |
| Z             | Ž     | U+017D  | ž    | U+017E  |
| Ʒ             | Ǯ     | U+01EE  | ǯ    | U+01EF  |